# Sarkaghat
Sarkaghat – miasto w północnych Indiach w stanie Himachal Pradesh, w zachodnich Himalajach.
Populacja miasta w 2001 roku wynosiła 3706 mieszkańców.